# Cuatreros (película de 2017)
Cuatreros es una película documental argentina de 2017 escrita, dirigida e interpretada por Albertina Carri.

## Premios y nominaciones

### Premios Sur
Dichos premios fueron entregados por la Academia de las Artes y Ciencias Cinematográficas de la Argentina en marzo de 2018.
| Año  | Categoría        | Candidato | Resultado |
| ---- | ---------------- | --------- | --------- |
| 2017 | Mejor documental | Cuatreros | Ganadora  |

### Premios Cóndor de Plata
Dichos premios fueron entregados por la Asociación de Cronistas Cinematográficos de la Argentina en  2018.
| Año  | Categoría                 | Candidato | Resultado |
| ---- | ------------------------- | --------- | --------- |
| 2018 | Mejor Película Documental | Cuatreros | Ganadora  |